# Joë Rossi
Joë Rossi est un accordéoniste français.

## Biographie
Durant sa jeunesse, ses parents tiennent un bistrot dans lequel un accordéoniste vient chaque année jouer pour le 14-Juillet, et sera à l'origine de l'engouement pour l'accordéon du jeune Joe. En 1930, il reçoit son premier accordéon chromatique et commence l'apprentissage de l'accordéon avec André Turri puis, à partir de 1932, avec Médard Ferrero et ensuite avec Jacques Mendel.
Entre 1937 et 1939, il jouera en Angleterre et en Europe dans l’ensemble de jazz de Jack Hylton. Durant la Seconde Guerre mondiale, il jouera dans les bistrots, cabarets et autres music-halls avant d'être enrôlé dans le STO. Il manque d'y perdre la main droite, qu'un médecin allemand sauve, toutefois en sacrifiant son annulaire.
Au sortir de la guerre, il réapprend à jouer à quatre doigts, tout d'abord en orchestre et au cabaret.
Il rencontre Juliette Gréco en 1960 et l'accompagne durant trois ans, notamment au Japon. Il accompagnera également Patachou, Barbara, Enrico Macias, Georges Moustaki.
Il joue également du bandonéon.
Son jeu est influencé à la fois par des accordéonistes, notamment américains (Art Van Damme, Tommy Gumina, Léon Sash, Sivuca, Hermeto Pascoal), ainsi que par d'autres musiciens, non-accordéonistes (Bill Evans, Martial Solal, Herbie Hancock). Il repose au cimetière communal d'Aubervilliers.

## Enseignement
Il crée avec Marcel Azzola, Joss Baselli et André Astier l'Académie de l'Accordéon. Après la mort de Joss Baselli, Joe Rossi sera le dernier à y enseigner, au Faubourg Saint-Martin, durant sept ans.
Il aura pour élèves, entre autres, Iroko Hito, Sergio Tomassi, Casilda Rodriguez, Frédéric Guérouet et également Richard Galliano.

### Sources
Histoires de l'accordéon, Didier Roussin / François Billard, éd Climats,  (ISBN 2-907563-40-8)